# Civilization: Beyond Earth
Civilization: Beyond Earth – strategiczna gra turowa stworzona przez Firaxis Games. Została wydana 24 października 2014 roku na systemy Windows. Stanowi spin-off serii Civilization odchodząc od przedstawienia prawdziwego świata na rzecz kosmitów.

## Rozgrywka
Zasadnicza część gry nie różni się od innych produkcji z serii. Gracze są rozmieszczeni na mapie i walczą ze sobą. Istnieje pięć różnych sposobów na wygraną, jak np. zniszczenie wszystkich przeciwników albo odnalezienie sygnału obcych. Podczas gry gracz buduje miasta, w których produkuje jednostki. Podczas eksploracji mapy można odnaleźć surowce przydatne do rozbudowy miast. W przeciwieństwie do innych gier z serii, przeciwnicy lądują na mapie później, ale za to dostają lepszy sprzęt wyrównujący siły graczy.

## Odbiór
Kacper Pitala z Gry-Online uznał grę za bardzo dobrą. Pochwalił wciągającą rozgrywkę podobną do tej z poprzednich części. Zauważył też nowy system zadań tłumaczący różne aspekty gry w przystępny sposób. Za negatywną uznał sztuczną inteligencję przeciwników, którzy potrafią zachowywać się nielogicznie.